# Будеївська сільська рада
Буде́ївська сільська́ ра́да — колишня  адміністративно-територіальна одиниця та орган місцевого самоврядування в Кодимському районі Одеської області. Адміністративний центр — село Будеї.

## Загальні відомості
- Територія ради: 75,66 км²
- Населення ради: 1 334 особи (станом на 2001 рік)
- Територією ради протікає річка Кодима

## Населені пункти
Сільській раді були підпорядковані населені пункти:
- с. Будеї

## Населення
Згідно з переписом УРСР 1989 року чисельність наявного населення сільської ради становила 2187 осіб, з яких 918 чоловіків та 1269 жінок.
За переписом населення України 2001 року в сільській раді мешкала 1331 особа.

### Мова
Розподіл населення за рідною мовою за даними перепису 2001 року:
| Мова       | Відсоток |
| ---------- | -------- |
| українська | 96,85 %  |
| російська  | 2,40 %   |
| молдовська | 0,52 %   |
| білоруська | 0,07 %   |

## Склад ради
Рада складалася з 16 депутатів та голови.
- Голова ради: Ступніцький Олексій Миколайович
- Секретар ради: Морук Любов Іванівна

### Керівний склад попередніх скликань
| Прізвище, ім'я, по батькові     | Основні відомості                                                             | Дата обрання | Дата звільнення |
| ------------------------------- | ----------------------------------------------------------------------------- | ------------ | --------------- |
| Капрашова Наталія Юхимівна      | Сільський голова, 1954 року народження                                        | 26.03.2006   | 01.03.2007      |
| Ступніцький Олексій Миколайович | Сільський голова, 1958 року народження, освіта середня загальна, безпартійний | 29.07.2007   | 31.10.2010      |
| Ступніцький Олексій Миколайович | Сільський голова, 1958 року народження, освіта середня загальна, безпартійний | 31.10.2010   |                 |

Примітка: таблиця складена за даними сайту Верховної Ради України

### Депутати
За результатами місцевих виборів 2010 року депутатами ради стали:

#### За суб'єктами висування
| Суб'єкт висування                                       | Кількість обраних депутатів | %    |
| ------------------------------------------------------- | --------------------------- | ---- |
| Партія регіонів                                         | 11                          | 68,8 |
| Політична партія «Сильна Україна»                       | 2                           | 12,5 |
| Самовисування                                           | 2                           | 12,5 |
| Політична партія Всеукраїнське об'єднання «Батьківщина» | 1                           | 6,3  |

#### За округами
| № округу                                                | Прізвище, ім'я, по батькові    | Дата визнання обраним | Освіта             | Партійна приналежність                        | Відомості про обраного депутата                                                                                    |
| ------------------------------------------------------- | ------------------------------ | --------------------- | ------------------ | --------------------------------------------- | --- |
| Партія регіонів                                         |                                |                       |                    |                                               | |
| 1                                                       | Кифік Антоніна Володимирівна   | 01.11.2010            | середня спеціальна | член Партії регіонів                          | Будеївська сільська лікарня-амбулаторія, медсестра                                                                 |
| 2                                                       | Шостак Геннадій Михайлович     | 01.11.2010            | середня            | член Партії регіонів                          | прикордонна служба, прикордонник                                                                                   |
| 3                                                       | Печериця Надія Григорівна      | 01.11.2010            | середня спеціальна | член Партії регіонів                          | Будеївський навчально-виховний комплекс «Загальноосвітня школа І-ІІІ ст. — дошкільний навчальний заклад», кухар    |
| 6                                                       | Джуринський Сергій Миколайович | 01.11.2010            | середня            | член Партії регіонів                          | Будеївський навчально-виховний комплекс «Загальноосвітня школа І-ІІІ ст. — дошкільний навчальний заклад», опалювач |
| 7                                                       | Пукенко Тетяна Володимирівна   | 01.11.2010            | середня спеціальна | член Партії регіонів                          | аптека № 122, фармацевт                                                                                            |
| 8                                                       | Борщ Любов Василівна           | 01.11.2010            | вища               | член Партії регіонів                          | Будеївський навчально-виховний комплекс «Загальноосвітня школа І-ІІІ ст. — дошкільний навчальний заклад», вчитель  |
| 9                                                       | Морук Людмила Іванівна         | 01.11.2010            | вища               | член Партії регіонів                          | Будеївська сільська рада, секретар                                                                                 |
| 10                                                      | Ясніцька Людмила Вікторівна    | 01.11.2010            | вища               | член Партії регіонів                          | Будеївський навчально-виховний комплекс «Загальноосвітня школа І-ІІІ ст. — дошкільний навчальний заклад», вчитель  |
| 13                                                      | Мукан Микола Станіславович     | 15.11.2010            | середня спеціальна | член Партії регіонів                          | Будеївська дільниця ветеринарної медицини, ветлікар                                                                |
| 14                                                      | Цвігун Сергій Олександрович    | 01.11.2010            | вища               | член Партії регіонів                          | СТОВ «Котовське зерно», обліковець                                                                                 |
| 16                                                      | Савчук Світлана Леонтіївна     | 01.11.2010            | вища               | член Партії регіонів                          | тимчасово не працює                                                                                                |
| Політична партія Всеукраїнське об'єднання «Батьківщина» |                                |                       |                    |                                               | |
| 12                                                      | Згардан Микола Ілларіонович    | 01.11.2010            | середня            | член Всеукраїнського об'єднання «Батьківщина» | тимчасово не працює                                                                                                |
| Політична партія «Сильна Україна»                       |                                |                       |                    |                                               | |
| 5                                                       | Грицька Людмила Олександрівна  | 01.11.2010            | середня спеціальна | член Політичної партії «Сильна Україна»       | приватний підприємець «Кушнір Л. І.», продавець                                                                    |
| 15                                                      | Баштанар Олена Андріївна       | 01.11.2010            | середня спеціальна | член Політичної партії «Сильна Україна»       | тимчасово не працює                                                                                                |
| Самовисування                                           |                                |                       |                    |                                               | |
| 4                                                       | Кученко Ольга Григорівна       | 01.11.2010            | вища               | член Комуністичної партії України             | сільська рада, головний бухгалтер                                                                                  |
| 11                                                      | Джуринський Василь Гордійович  | 15.11.2010            | середня спеціальна | позапартійний                                 | пенсіонер |